# 宮部行範
宮部 行範（みやべ ゆきのり、1968年7月18日 - 2017年3月7日）は、元スピードスケート選手で日本オリンピック委員会（JOC）職員。1992年アルベールビルオリンピックスピードスケート男子1000m銅メダリスト。同じく元スピードスケート選手の宮部保範は実兄。

## 人物
東京都葛飾区出身で5歳のとき父親の転勤により釧路市へ転居、本格的にスケートを始める。
中学1年時に埼玉県へ転居、埼玉県立春日部高等学校から青山学院大学を経て三協精機（現在の日本電産サンキョー）入社、前述のとおりアルベールビルオリンピック代表となり1000mで銅メダルを獲得、500mでは18位、1500mでは9位となった。
2年後のリレハンメルオリンピックでは1000m14位、1500m21位だった。
1994/1995年シーズンのISUワールドカップ1000mで種目別総合優勝を達成した。
1999/2000シーズン後に現役引退後はJOCの海外派遣事業によりオハイオ州立大学大学院に留学しスポーツマネージメントを専攻、帰国後2005年にJOC職員となった。2014年ソチオリンピックは本部スタッフとして選手団のサポートを担当した。
2017年3月7日、東京都内の病院で死去。48歳没。死因は不明。